# 鳥原ツル
鳥原 ツル（とりはら ツル、1895年（明治28年）1月8日 - 1981年（昭和56年）11月24日）は、日本の教員。日本で最初の女性校長とも言及されるが、鳥原より先に校長となった女性が複数確認されている（後述）。

## 経歴
宮崎市出身。宮崎県最初の訓導の一人である鳥原定静を父として生まれる。
1915年（大正4年）、宮崎県立宮崎県師範学校女子部（のちの県立宮崎女子師範学校→官立宮崎師範学校、現在の宮崎大学教育文化学部の前身）を卒業し、教員となる。25歳であった1920年（大正9年）7月3日に、宮崎県師範学校附属小学校（現・宮崎大学教育文化学部附属小学校）訓導から大淀町立古城尋常小学校（現・宮崎市立古城小学校）の校長に着任した。校長在任2年で関東州にあった旅順高等女学校に転任した。
のちに医師と結婚、戦後は日本に引き揚げて宮崎で暮らした。

## 「日本初の女性校長」の称号について
上述のように鳥原ツルは1920年（大正9年）に大淀町立古城尋常小学校の校長に着任しており、日本で最初の女性校長であったともされる。しかし毛利勅子（毛利広鎮の娘で毛利元美の妻）は1873年（明治6年）に山口県で船木女児小学（山口県立厚狭高等学校の前身）を設立して同校の校長に就任しており、この毛利勅子を日本初の女性校長とすることもある。
ジェンダー史研究者の高野良子は、上述の毛利勅子に加えて1882年（明治15年）に茨城県の堺女子学校の校長となった丹羽サク、1884年（明治17年）に東京府の麹町女子小学校の校長となった木村さた（名前の表記は「木村貞子」とも）、1885年（明治18年）に富山県の菊芳小学校の校長となった杉木秀能、および1902年（明治35年）に千葉県の大久保小学校の校長となった秋葉屋寿を女性校長の前例として挙げ、この5人に続く日本で6番目の女性校長が鳥原ツルであったとしている。